# 斜帶石斑魚
斜帶石斑魚，為輻鰭魚綱鱸形目鱸亞目鮨科的其中一種，分布於西南太平洋區，包括澳洲、豪勳爵島、紐西蘭、諾福克島海域，棲息深度可達50公尺，體長可達200公分，生活在岩石底質海域，為底棲性魚類，屬肉食性，以甲殼類、魚類為食，可做為食用魚及遊釣魚。

## 擴展閱讀
維基物種上的相關：斜帶石斑魚